# Säuberung der Inneren Mongolei
Die sogenannte  “Säuberung” der Inneren Mongolei (chinesisch 內人黨事件 / 内人党事件, Pinyin Nèiréndǎng Shìjiàn) war eine von der regierenden Kommunistischen Partei Chinas durchgeführte massive politische Säuberung, die sich gegen Mitglieder der „Partei der Volksrevolution der Inneren Mongolei (内蒙古人民革命党)“ während der Kulturrevolution richtete und bei der mehrere Zehntausend Menschen der mongolischen Minderheit ermordet oder verstümmelt wurden.
Die „Säuberung“ wurde vom Zentralkomitee der Kommunistischen Partei Chinas unterstützt und von Teng Haiqing (滕海清), einem Generalleutnant (zhong jiang) der Volksbefreiungsarmee, angeführt. Es fand von 1967 bis 1969 statt. Über eine Million Menschen wurden als Mitglieder der bereits aufgelösten „Partei der Volksrevolution“ bezeichnet.
Laut der offiziellen Anklageschrift der Obersten Staatsanwaltschaft der Volksrepublik China von 1980 („Boluan-Fanzheng-Periode“) wurden während der Säuberung der Inneren Mongolei 346.000 Menschen festgenommen, 16.222 Menschen wurden zum Tode verurteilt oder direkt getötet und über 81.000 wurden lebenslang verkrüppelt. Andererseits schätzen Forscher die Zahl der Todesopfer auf 20.000 bis 100.000, während Hunderttausende verhaftet und verfolgt wurden und über eine Million Menschen beteiligt waren, von denen die meisten ethnische Mongolen waren.

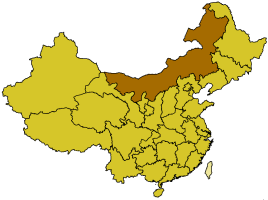
Die Innere Mongolei

## Geschichtlicher Hintergrund

### Säuberung von Ulanhu

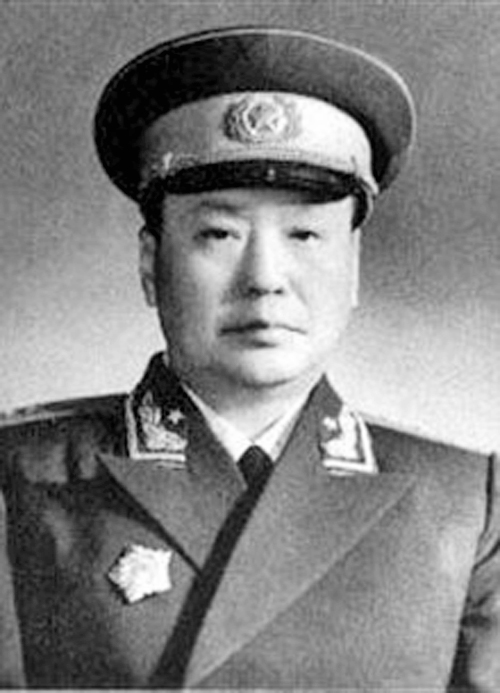
Ulanhu (乌兰夫)

Nachdem der “Überragende Führer” Mao Zedong im Mai 1966 die Kulturrevolution ins Leben gerufen hatte, wurde Ulanhu (乌兰夫), damals Vorsitzender der Autonomen Region Innere Mongolei von China, weithin als „Anti-Partei-Aktivist“ beschuldigt und seit Juli 1966 verfolgt. Ulanhu wurde wegen fünf "Verbrechen" angeklagt, darunter Antimaoismus, Antisozialismus und Separatismus. Am 16. August wurde Ulanhu von seinen Positionen entfernt und stand in Peking unter Hausarrest.
Im Mai 1967 war Teng Haiqing verantwortlich für die „Militärregion Innere Mongolei (内蒙古军区)“. Im November 1967 wurde Teng zum Direktor des neu eingerichteten "Revolutionären Komitees der Inneren Mongolei (内蒙古革命委员会)" ernannt. Unter der Unterstützung von Lin Biao, Jiang Qing und Kang Sheng startete Teng eine massive Säuberung, die das „Gift von Ulanhu“ in der Inneren Mongolei „ausgraben“ sollte.

### Partei der Volksrevolution
Während der "Säuberung" wurde propagiert, die bereits aufgelöste „Partei der Volksrevolution der Inneren Mongolei (内蒙古人民革命党)“ habe sich seit 1960 wieder etabliert und sei mächtig geworden. Ulanhu sei der Führer der Revolutionspartei. Hunderttausende Menschen wurden beschuldigt und verfolgt, Mitglieder der Partei beziehungsweise Separatisten zu sein.
Außerdem wurde während der Säuberung die mongolische Sprache aus Veröffentlichungen verbannt und den Mongolen vorgeworfen, „die Söhne und Erben von Dschingis Khan“ zu sein.

## Das Massaker
Die Methoden, die beim Lynchen und bei Massakern während der Säuberung angewendet wurden, umfassten das Branding mit heißen Eisen, das Füttern mit Ofenabfällen, das Entfernen von Lebern, Erhängen, das Schneiden von Zungen und Nasen, das Durchstechen von Nägeln, das Durchstechen von Vagina, das Eingießen von heißem Salzwasser in Wunden und vieles mehr.
- Die offizielle Zahl der Todesopfer (1980) betrug 16.222.[1][3][4]
- Laut Ba He (巴赫) wurden ungefähr 100.000 Menschen getötet, 700.000–800.000 verhaftet und verfolgt und über eine Million waren betroffen.[12]
- Der chinesische Historiker Song Yongyi (宋永毅) wies darauf hin, dass laut einer inoffiziellen Quelle die tatsächliche Zahl der Todesopfer mindestens 40.000 betrug, während rund 140.000 Menschen lebenslang verkrüppelt und fast 700.000 verfolgt wurden.[3]
- Laut dem Historiker Lhamjab A. Borjigin (拉幕札部), der 2019 von der chinesischen Regierung verhaftet und strafrechtlich verfolgt wurde, weil er Nachforschungen über die Säuberung anstellte: Mindestens 27.900 wurden getötet und 346.000 inhaftiert und gefoltert.[9][11][13]

## Nachwirkungen und Rehabilitation

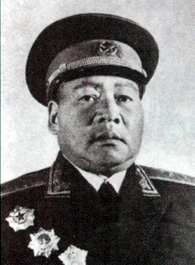
Teng Haiqing (滕海清)

Nach der Kulturrevolution wurde Deng Xiaoping im Dezember 1978 der neue oberste Führer Chinas; Er startete das Programm "Boluan Fanzheng", um Fehler der Kulturrevolution zu korrigieren.
Nach der Kulturrevolution wurde die Säuberung als sogenannter „Fehler“ angesehen und ihre Opfer wurden von der Kommunistischen Partei Chinas (KP Chinas) rehabilitiert. Die Kommunistische Partei machte Lin Biao und die „Viererbande“ für die Säuberung der Inneren Mongolei verantwortlich.
Der Befehlshaber der “Säuberung”, Teng Haiqing, erhielt jedoch keinerlei Gerichtsverfahren oder rechtliche Bestrafung, da das Zentralkomitee der KP Chinas glaubte, in den vergangenen Kriegen Erfolge erzielt zu haben. Einige von Tengs Mitgliedsorganisationen erhielten verschiedene Haftstrafen, wobei ein Hauptmitglied der Mongolen (乌兰巴干) zu 15 Jahren Gefängnis verurteilt wurde.